# 新竹市環境保護局
新竹市環境保護局（簡稱新竹市環保局），是中華民國新竹市政府所屬一級機關，負責新竹市環境保護之相關業務，局址位於新竹漁港附近之新竹市垃圾焚化廠（原垃圾掩埋場址）。

## 沿革
- 1982年7月 新竹市升格為省轄市，由新竹市清潔管理所與新竹市衛生局第二科掌理環境保護業務[1]。
- 1988年9月1日 奉臺灣省政府命令，成立「新竹市環境保護局」。
- 2000年7月 進行組織變革，由原來三個業務科重新調整成七個業務科，加強人力資源調整。
- 2001年2月 辦公室搬遷至新竹市垃圾焚化廠行政大樓。

垃圾焚化廠

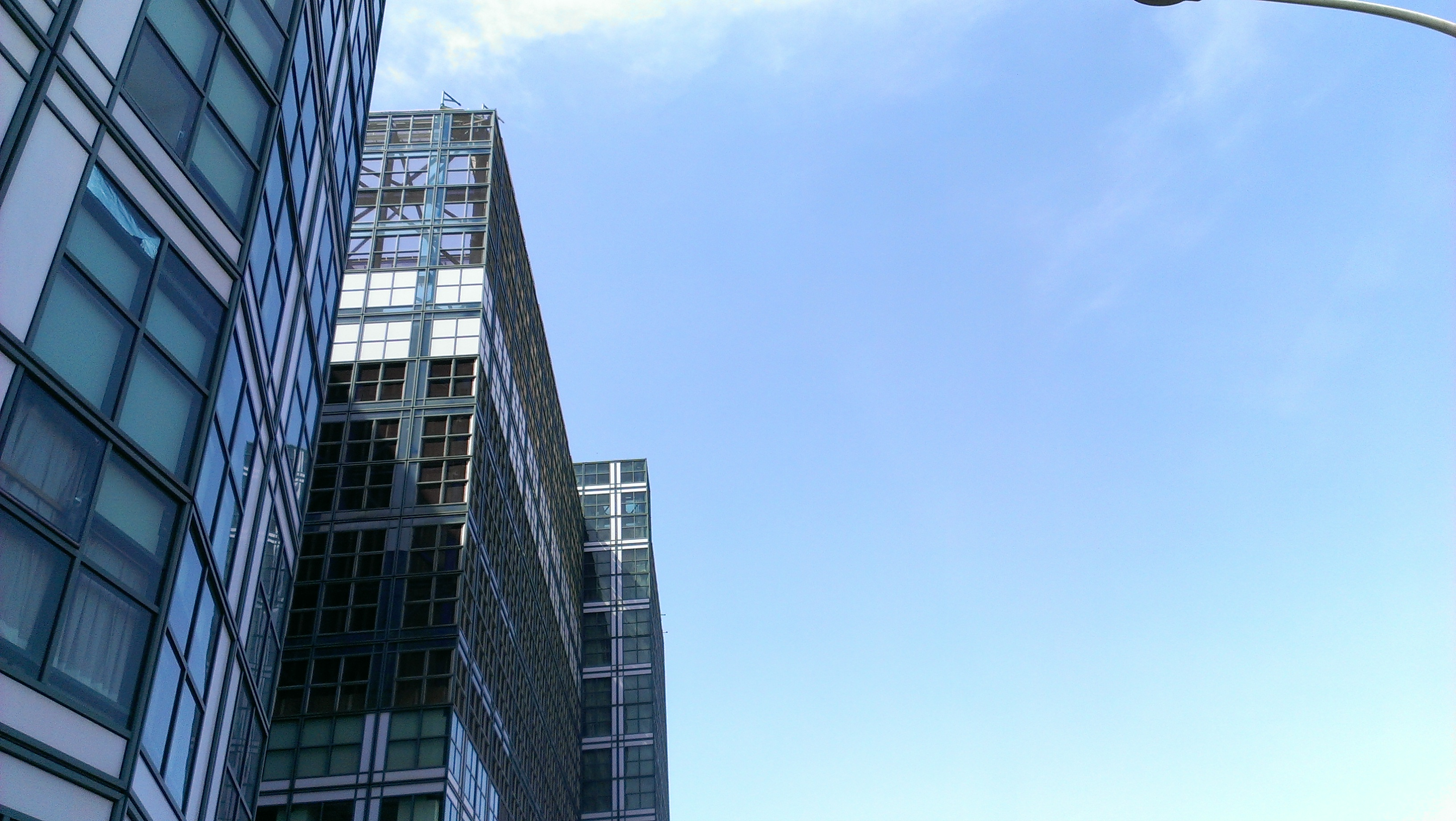
新竹市垃圾焚化廠之建築結構

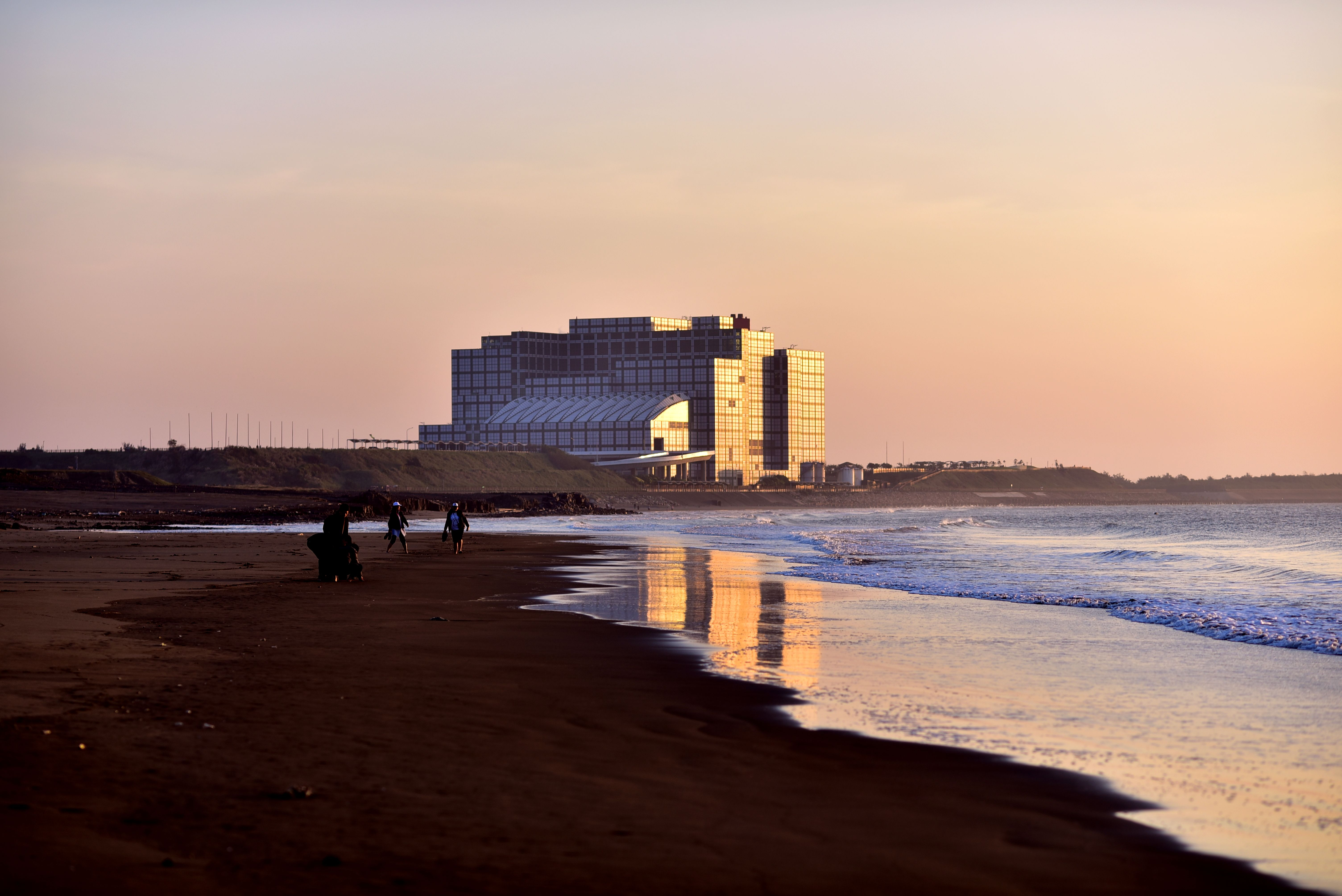
新竹市垃圾焚化廠&看海公園2017

新竹市垃圾焚化廠，位於新竹市北區南寮海濱里，興建工程係依據「臺灣地區垃圾資源回收 (焚化)廠興建工程計畫」辦理，由行政院環境保護署辦理興建工程相關事務；2000年8月31日完工，佔地約5.5公頃。2001年正式啟爐運轉，以處理桃竹苗地區及新竹市之家戶垃圾及一般事業廢棄物。平均每日處理量為900餘公頓；另有符合環保規定之污水處理設備與廢氣處理設施，以及利用焚化所產生熱量來發電以供應廠內所需之小型發電廠，並將多餘的電賣給台灣電力公司分送。

## 外部連結
- 新竹市環境保護局 （页面存档备份，存于）